# Ray Anderson
Ray Anderson (født 16. oktober 1952 i Chicago, Illinois) er jazz trombonespiller og trompetist.
Selv om trækbasunen – også kaldet trombonen – altid har hørt til jazzens etablerede blæseinstrumenter, er den med årene blevet noget fortrængt af trompeten og ikke mindst saxofonen. Der findes dog udøvere, som fortsat formår at sætte basunspillets ædle kunst i fokus. Det gælder ikke mindst Ray Anderson.
Med inspiration i sin fars jazzpladesamling begyndte han tidligt at spille basun. Efter at have spillet både klassisk musik og rhythm & blues blev han interesseret i den eksperimenterende jazz, som han i begyndelsen af 1970'erne involverede sig i – først i Californien, siden i New York. Imod slutningen af årtiet begyndte Ray Anderson at vække opsigt, da han som medlem af avantgarde-saxofonisten Anthony Braxtons kvartet udviste et basunspil af hidtil uhørt karakter.
I modsætning til de fleste andre basunister har Ray Anderson tilsyneladende aldrig været hæmmet af instrumentets lidt tunge og trækbaserede motorik, og han har udviklet en nærmest naturstridig læbeteknik, der tillader ham at spille kromatiske skalaer på en hvilken som helst trækposition. Men det er ikke blot Andersons teknik, som er omfangsrig. Det er hans stilistiske udtryk også. Udover avantgarden har han kastet sig ud i diverse populærmusikalske former, blandt andet med sine grupper Slickaphonics og Alligatory Band, hvor han også kan høres som sanger.
Ray Anderson er i det hele taget en både personlig og alsidig kunstner, som har optrådt i talrige konstellationer. Siden 1979 har han – sammen med bassisten Mark Helias og trommeslageren Gerry Hemingway – udgjort trioen BassDrumBone, og i de senere år har han endvidere optrådt med sit eget Pocket Brass Band.

## Diskografi

### Albums
- 1980: Harrisburg Half Life
- 1990: Wishbone
- 1998: Funkorific
- 2000: Bimwo Swing
- 2001: Bonemeal
- 2002: Slickaphonics: Modern Life